# Rkaziteli

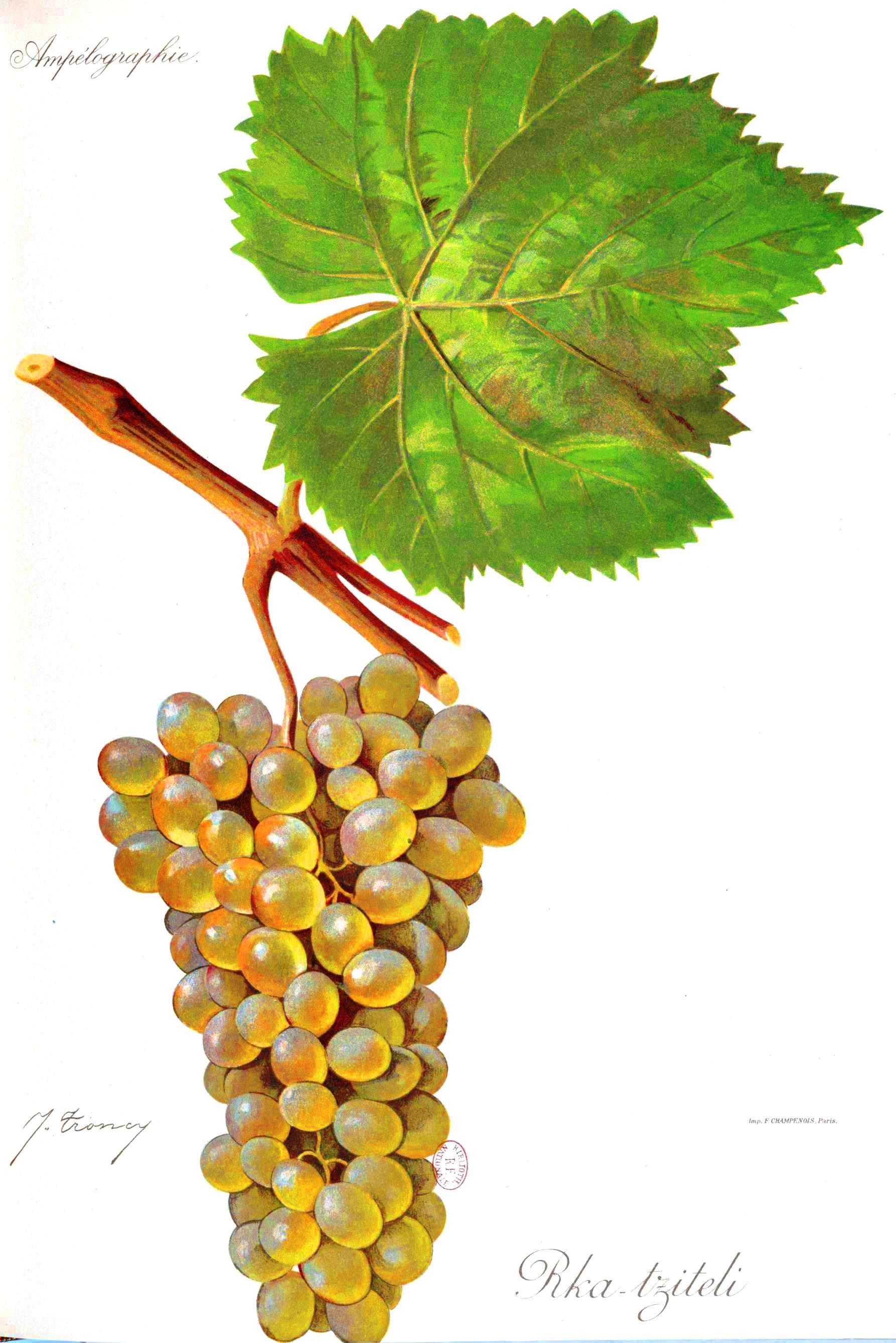
Rkaziteli in einer Darstellung von Viala und Vermorel

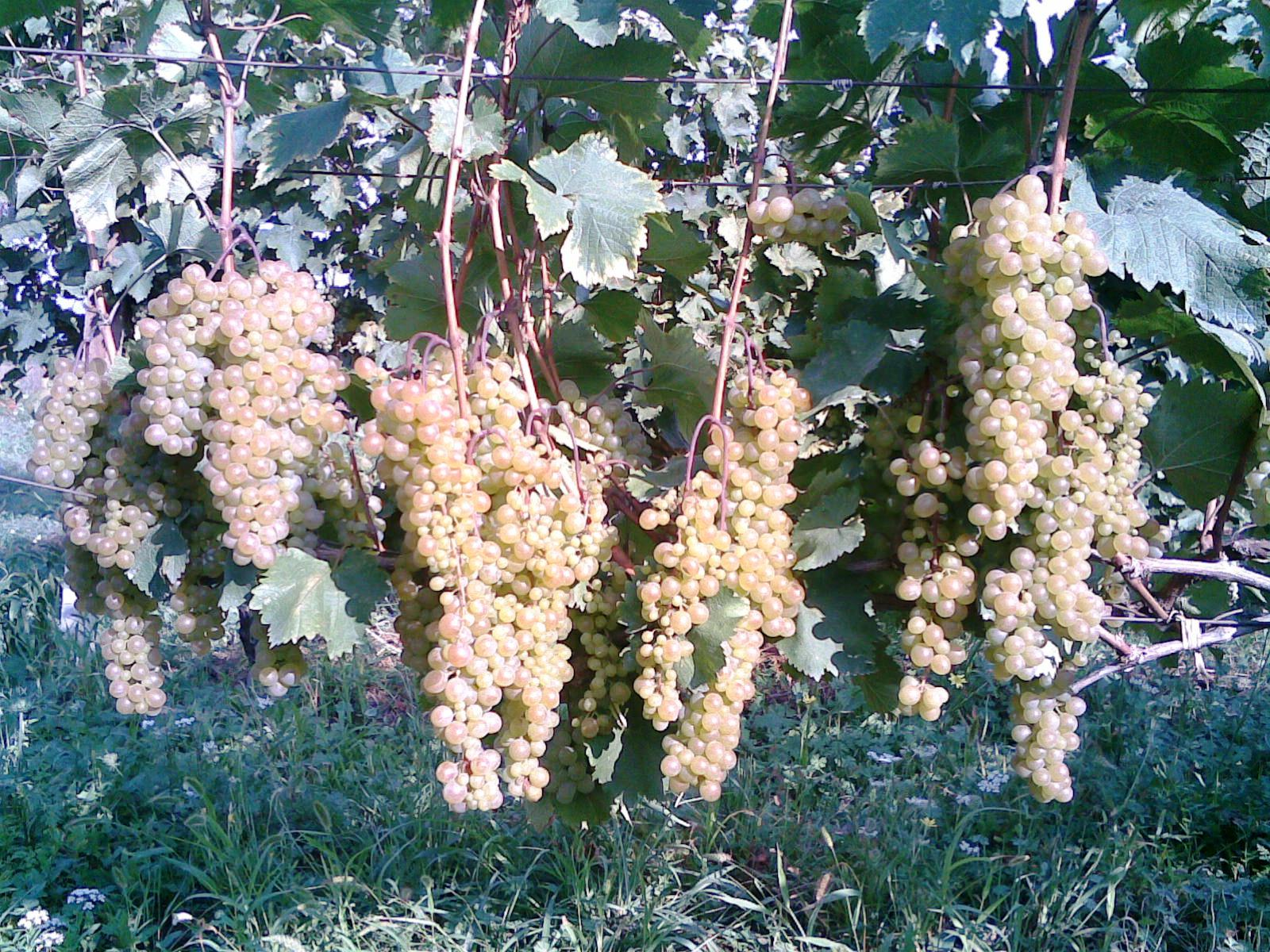
Rkaziteli-Trauben

Rkaziteli (georgisch რქაწითელი) ist eine autochthone Weißweinsorte, die wie die Sorte Saperawi aus der Region Kachetien am Fuße des Kaukasus im Osten Georgiens stammt.

## Herkunft, Verbreitung
In der Nähe der Stadt Wani fand man 5000 Jahre alte Tonkrüge mit Kernen dieser Rebsorte. In der ehemaligen Sowjetunion war sie laut Jancis Robinson die häufigste Rebsorte. Nach einem unter Gorbatschow beschlossenen Rebenrodungsprogramm Mitte der 1980er-Jahre verringerte sich die Rebfläche der Rkaziteli deutlich. Anfang der 1990er Jahre bestanden noch etwa 48.000 ha bestockter Fläche auf dem damaligen Territorium der Sowjetunion. 2016 war Georgien das Hauptanbaugebiet mit 25.324 ha. Weitere nennenswerte Rebflächen wurden in Russland (6.477 ha), der Ukraine (5.775 ha), Bulgarien (5.415 ha), Moldau (3.898 ha) und Kasachstan (3.552 ha) registriert. Kleinere Anbaugebiete gab es noch in Nordmazedonien, Rumänien und Serbien. Der weltweite Bestand lag 2016 bei 51.374 ha.
Der Name Rkaziteli bedeutet übersetzt etwa „Roter Stängel“ (რქა, rka = Stängel, Spross, Trieb;  წითელი, ziteli = rot).

## Wein
Während nach internationalem Geschmack strohgelbe frische Weine gekeltert werden, mögen die Georgier eher einen eher oxidativ geprägten schweren Weinstil. Generell kann der Wein einige Jahre gelagert werden. Außerdem eignet sich die Sorte zum Ausbau von Dessertweinen sowie zur Herstellung von Weinen im Stil eines Sherry. Einer der bekanntesten georgischen Traditionsweine, der eher leichte und fruchtige Zinandali, ist ein Verschnitt, der 85 % Rkaziteli enthält.

## Synonyme
Die Rebsorte ist auch unter 70 weiteren Namen bekannt: Andreuli Tetri, Andreuly Tetry, Asangluri, Baiyu, Boudachouri, Budashuri, Budashuri Korolyok, Budasuri, Corolioc, Dedai Rkacitelli, Dedali, Dedali Rcatiteli, Dedali Rkaciteli, Dedali Rkatiteli, Dedali Rkatsiteli, Dedali Rkatsitelli, Dedeli Rkaziteli, Gratiesti, Grousinskii, Grouzinsky, Grunzinski Rkaciteli, Gruzinski, Gruzinskii, Kakhoura, Kakoura, Kakura, Khangluri, Khanlug, Korolek, Koroliok, Koroliok Rkaciteli, Koroliok Rkatiteli, Koroliok Rkatsitelli, Kukoura, Kukura, Kurkura, Mamali Rcatiteli, Mamali Rkatsiteli, Mamali Rkatsitelli, Mamali Rkaziteli, Mamami Erkaciteli, Mamoli Rkaciteli, Mamoli Rkatsitelli, Osanlougue, Rca Tziteli, Rcaciteli, Rcaziteli, Rka Tziteli, Rkaciteli, Rkaciteli Bijeli, Rkasiteli, Rkatiteli, Rkatsiteli Dedali, Rkatsiteli Gialo, Rkatsiteli Mamali, Rkatsitely, Rkatziteli, Rkatziteli 48, Rkatziteli Gelb, Rkatziteli Giallo, Rkatzitelli, Rkatzitelli Giallo, Rkaziteli, Rothoelzer, Ruzinskii, Topolek, Topolioc, Topoliok, Topolyok, Zweiabazer.